# ماریا ارواس
ماریا اِرواس (اسپانیایی: María Hervás‎؛ زادهٔ ۱۵ مارس ۱۹۸۶) بازیگر و نویسنده اهل اسپانیا است.
از فیلم‌ها یا برنامه‌های تلویزیونی که وی در آن نقش داشته است، می‌توان به خانواده بی‌نقص و کارلوس، پادشاه امپراتور اشاره کرد. وی همچنین برندهٔ جوایزی همچون جایزه مکس شده است.